# Ivan Brkanović
Ivan Brkanović (Škaljari pokraj Kotora, 27. prosinca 1906. – Zagreb, 20. veljače 1987.), hrvatski skladatelj. Bio je zborovođa, srednjoškolski nastavnik, dramaturg Opere HNK u Zagrebu, direktor Zagrebačke filharmonije te profesor na Muzičkoj akademiji u Sarajevu. Intenzivno se bavio glazbenom publicistikom i bio je predsjednik Udruženja kompozitora Hrvatske. Otac hrvatskog skladatelja i dirigenta Željka Brkanovića.

## Životopis
Rodio se je u Škaljarima u obitelji Hrvata. Iako je nakon osnovne škole izučavao krojački zanat, aktivno sudjeluje kao glazbeni amater u različitim ansamblima. 1927., potaknut željom za bavljenjem glazbom, dolazi u Zagreb. U prvim godinama provedenim u Zagrebu radi kao tvornički radnik i pohađa srednju muzičku školu. 1932. godine počinje pisati za tadašnje časopise Evolucija, Hrvatski dnevnik, ''Sv. Cecilija'' i Novosti. 1933. godine upisuje Muzičku akademiju u Zagrebu u klasi Blagoja Berse. Zbog Bersine smrti, akademiju završava u razredu Frana Lhotke. 1935. godine je diplomirao na Muzičkoj akademiji u Zagrebu nakon čega prihvaća mjesto nastavnika glazbe u zagrebačkoj Građanskoj školi. Kasnije se četiri mjeseca usavršavao u Parizu u Scholi cantorum.
Godine 1951. imenovan je glazbenim savjetnikom u Hrvatskom narodnom kazalištu u Zagrebu, a 1954. postaje direktor Zagrebačke filharmonije. Bio je predsjednik Saveza kompozitora Bosne i Hercegovine (1950. – 1951.) i Hrvatske (1953. – 1955.) i profesor na Muzičkoj akademiji u Sarajevu (1957. – 1962.). Nakon povratka u Zagreb odlazi u mirovinu i nastavlja aktivno skladati. 1983. godine postaje izvanredni član JAZU. Umire 20. prosinca 1987. godine.

## O djelima
Prve skladateljske pokušaje napisao je još kao amater za potrebe kotorskog društva Sastanak. Potom je kao polaznik srednje muzičke škole pobudio pažnju svojih nastavnika nizom zborskih skladbi (Hrvatsko kolo, Pri kamenih vratih i dr.), a tijekom studija sklada Prvi gudački kvartet (1931) te zborove i solo-popijevke (Bokeljsko kolo, Konavosko pirovanje, Koleda, Uspavanka, 1932–34) s kojima će ubrzo postati poznat i široj glazbenoj javnosti. Međutim, u doba stvaralačke zrelosti u središtu su njegova zanimanja veći oblici oratorijske, operne i simfonijske glazbe. Tada nastaje Triptihon »narodni obred kod smrti« za sole, zbor i orkestar (1936), opera Ekvinocij (na libreto Tomislava Prpića prema Vojnovićevoj drami, 1945), svih pet simfonija (1935–50), simfonijska pjesma Zemljo Hrvatska (1951), opera-oratorij Zlato Zadra (prema srednjovjekovnoj legendi o škrinji Sv. Šimuna, 1954) i dr. — Brkanović se zarana predstavio kao skladateljska ličnost izvorne, samonikle stvaralačke snage, izrasle i oblikovane na rodnome tlu te je do konca svojega vijeka ostao dosljednim pobornikom nacionalnog glazbenog izraza. Nadahnjujući se gotovo redovito sadržajima iz narodnog blaga on je uspio u svoje skladbe pretočiti ne samo tematiku, doživljaje ili događaje već i specifičnosti prostora, dah podneblja i psihu ljudi svoje uže domovine, južne Dalmacije. No u njegovim skladbama nema doslovce preuzetih glazbenih motiva iz folklora, već su svi elementi – melodika, ritmika, harmonije – prožeti osobitostima narodne glazbe. Čak je i u oblikovanju izražena sklonost preobrazbi tradicionalnih umjetničkih forma u oblike bliske narodnom nasljeđu (requiem kao narodni posmrtni obred Triptihon) ili pak prilagođivanja pučkog nasljeda oblicima umjetničke glazbe (karakter hrvatskih crkvenih prikazanja u operi Zlato Zadra). Međutim, folklorni idiom Brkanovićeve glazbe zapravo je samo odraz njegove trajne, korjenite veze sa zavičajem, dok svoj osobni stil izgrauje vlastitim, autentičnim stvaralačkim darom. Među obilježjima njegova stila izdvaja se: stvaranje monumentalnih zvukovnih struktura sa stalno prisutnim dramatskim nabojima te elementima sceničnosti; neprekidno protjecanje simfonički zasnovane građe, temeljeno na lančanom nadovezivanju manjih cjelina koje izrastaju iz jedne motivičke (tematske) jezgre; oblikovanje melodijskih linija pretežito mikrointervalske strukture i manjih opsega, poput šture melodike dalmatinskog krša; bujno, u osnovi kasnoromantičko harmonijsko tkivo s naznačenim tonalnim središtima, oko kojih se slobodno kreću kromatski i disonantni pomaci, alterirani akordi, prelazeći mjestimice u bitonalne sklopove; složeno, katkad gusto polifoničko vođenje dionica, napose u orkestralnoj građi; ponavljanje ritmičko-melodijskih obrazaca u tehnici ostinata ili varijacije; slojevita, većinom romantičarski razgranata orkestracija gdjekad s oporim i oštrim zvučnim bojama u duhu južnodalmatinskog folklora. Sva ta obilježja daju pečat jake, uvijek prepoznatljive osobnosti Brkanovićevu glazbenom stvaralaštvu te ga svrstavaju među najosebujnije skladateljske ličnosti nacionalnog izraza u suvremenoj hrvatskoj glazbi.

## Djela (izbor)
- Bokeljsko kolo za mješoviti zbor (1932.)
- Konavosko pirovanje, suita za mješoviti zbor (1933.)
- Uspavanka, pjesma za glas i klavir (1933.)
- 1. gudački kvartet (1933.)
- 1. simfonija (1935.)
- Oj goro jelova, pjesma za glas i klavir (1936.)
- Triptihon, narodni obred kod smrti za sole, zbor i orkestar (1936.)
- Tema s varijacijama za klavir (1937.)
- 2. gudački kvartet (1938.)
- Živo srce u mrtvom gradu, simfonijska pjesma (1940.)
- Deset popjevaka za djecu malu kao Željko za glas i klavir (1943.)
- Ekvinocij, opera – libreto: Tomislav Prpić prema istoimenoj drami Ive Vojnovića (1945.)
- 2. simfonija (1946.)
- 3. simfonija (1947.)
- 4. simfonija (1948.)
- Zemljo Hrvatska – lik moje puntarske domovine, simfonijska pjesma (1951.)
- Dalmatinski diptih (Trogirska katedrala i Molitva suprotiva Turkom), oratorij na stihove Marka Marulića  (1953.)
- Zlato Zadra, opera – prvotni naslov Škrinja sv. Šimuna, libreto: Dunja Robić (1954.)
- Sarajevska suita za orkestar (1957.)
- Heloti, balet-oratorij – libreto prema zamisli Dunje Robić te Pie i Pina Mlakara (1960.)
- Žetvene pjesme za mješoviti zbor i komorni sastav (1960.)
- Bosanska sjećanja – epitaf neznanom junaku, kantata (1960.)
- Zelena zmija ljubavi, kantata (1963.)
- Snatrenja, kantata na stihove Tina Ujevića (1967.)
- Mi za mješoviti zbor, stihovi: Antun Pogačić (1970.)
- 5. simfonija – Ples junaka (1970.)
- Creski kopači, kantata na stihove Vladimira Nazora (1977.)
- Na proplanku, kantata za zbor i orkestar (1980.)
- Stabat Mater Dolorosa (Gospin plač), oratorij na stihove fra Petra Kneževića (1981.)
- 3. gudački kvartet (1983.)
- Puhački kvintet (1984.)
- Misa profana Croatica za mezzosopran, bariton, mješoviti zbor i orkestar na stihove Dunje Robić – nedovršeno, prema skicama 1994. dovršio skladateljev sin Željko Brkanović

## Nagrade i priznanja
- 1937. – nagrada Zagrebačke filharmonije za skladbu Triptihon[8]
- 1953. – nagrada Saveza kompozitora Jugoslavije za operu Ekvinocij[8]
- 1960. – nagrada grada Sarajeva za Četvrtu simfoniju[8]
- 1961. – nagrada HNK u Zagrebu za balet Heloti[8]
- 1974. – nagrada Vladimir Nazor za životno djelo[8][9]
- 1983. – Vjesnikova nagrada Josip Štolcer Slavenski za skladbe Stabat Mater i Treći gudački kvartet[8][10]

## Zanimljivosti
- Grad Zagreb je u godini 2008. u spomen na skladatelja imenovao ulicu u naselju Novi Jelkovec (Sesvete).[11]
- Grad Kotor je u godini 2015. u spomen na skladatelja imenovao ulicu njegovom rodnom naselju Škaljari.[12]

## Vanjske poveznice
- Hrvatsko društvo skladatelja: Brkanović, Ivan
- LZMK / Proleksis enciklopedija: Brkanović, Ivan
- Brkanović, Ivan Hrvatska enciklopedija. LZMK
- LZMK / Hrvatski biografski leksikon: Brkanović, Ivan (autorica: Ivona Ajanović)
- Nacionalna i sveučilišna knjižnica u Zagrebu / Digitalizirana baština: Ivan Brkanović (1906. – 1987.)  Arhivirana inačica izvorne stranice od 11. travnja 2015. (Wayback Machine)
- HDS ZAMP: Ivan Brkanović (popis djela)
- Katalog Knjižnica grada Zagreba: Brkanović, Ivan